# Cinnamomum brachythyrsum
Cinnamomum brachythyrsum J.Li – gatunek rośliny z rodziny wawrzynowatych (Lauraceae Juss.). Występuje naturalnie w południowych Chinach – w południowo-wschodniej części prowincji Junnan. 

## Morfologia
PokrójZimozielone drzewo.
LiścieMierzą 5–9 cm długości oraz 2–4 cm szerokości.
OwoceSą nagie, osiągają 10–15 mm średnicy.
Gatunki podobneRoślina jest podobna do gatunku C. micranthum, ale ma mniejsze liście.

## Biologia i ekologia
Rośnie w lasach.